# Liste der Bischöfe von Skopje
Die folgende Liste zählt die Erzbischöfe und Bischöfe von Dardanien / Skopje (Nordmazedonien) auf.

## Erzbischöfe von Dardanien
- Paregorius (erwähnt 347)
- Ursilius (erwähnt 451)
- Johannes (erwähnt 492)
- Bennatus (erwähnt 553)
- Marino (1204)
- Johannes (1298–1321)
- Johannes Strote OP (1327–1350), Weihbischof in Köln[1]
- Federico de Retersberck OFM (1351–?)
- Johannes Kaiode OESA (1352–?)
- Johannes von Sieberg OCist (1354–1384), Weihbischof in Köln
- Ermann
- Antonio di Teramo OFM (1400–?)
- Roberto Towta OCist (1402–?)
- Albert
- Giovanni Heldin OP (?–1466)
- Benedetto Warsalunus (1518–?)
- Stefano Zacalnizi (1554–?)
- Francesco de Andreis (1571–?)
- Giacinto Macripodanus OP (1649–?)

## Erzbischöfe von Skopje
- Andrea Bogdani (1656–1677)
- Pjetër Bogdani (1677–1689)
- Daniele Duranti OFM (1690–1702)
- Peter Karagić OFM (1702–?)
- Michele Summa (1728–1743)
- Giovanni Battista Nikolović Casasi (1743–1752)
- Tommaso Tomicich (1753–1758)
- Matteo Masserech (1758–1812)
- Matthaeus Crasnich (1816–1827)
- Pietro Sciali (1833–185.)
  - Gaspare Crasnich (1839–?) (Apostolischer Vikar)
  - Urbano Bogdanović OFM (Apostolischer Administrator)
- Dario Bucciarelli OFM (1864–1878)
- Fulgenzio Czarev OFM (1879–1888) (danach Erzbischof von Hvar)
- Andrea Logorezzi (1888–1891)
- Pasquale Trosksi (1893–1908)
- Lazare Miedia (1909–1921) (danach Erzbischof von Shkodra)

## Bischöfe von Skopje
- Giovanni Francesco Gnidovec (1924–1939)
- Smiljan Franjo Čekada (1940–1967) (danach Erzbischof von Vrhbosna)

## Bischöfe von Skopje-Prizren
- Joakim Herbut (2. Oktober 1969–24. Mai 2000)
- Mark Sopi (2. November 1995 Apostolischer Administrator des Bistums Skopje-Prizren –24. Mai 2000, seitdem Apostolischer Administrator von Prizren)

## Bischöfe von Skopje
- Joakim Herbut (24. Mai 2000–15. April 2005)
- Kiro Stojanov (seit 20. Juli 2005)